# Заполицы (платформа)
Запо́лицы — остановочный пункт Казанского направления Московской железной дороги в городском округе Ликино-Дулёво Московской области. Названа по деревне Заполицы, находящейся в полутора километрах на юго-запад.
Состоит из двух боковых платформ. Переход между платформами осуществляется по настилу. На платформе останавливаются около 23 пар электропоездов в сутки маршрутов Москва-Казанская - Черусти; Москва-Казанская - Шатура и Куровская - Черусти.